# 盛礼洪
盛礼洪（1926年1月—2022年5月13日），男，浙江吴兴人，中国作曲家，1947年毕业于国立音乐学院，1949年至1963年擔任中央音乐学院教师，1963年後成為中央乐团创作组一级作曲，曾参与钢琴协奏曲《黄河》的创作改编。最終因病在北京去世。